# Hythuru, Sagar
Hythuru là một làng thuộc tehsil Sagar, huyện Shimoga, bang Karnataka, Ấn Độ.